# Desmodium canaliculatum
Desmodium canaliculatum är en ärtväxtart som beskrevs av Bernice Giduz Schubert. Desmodium canaliculatum ingår i släktet Desmodium och familjen ärtväxter. Inga underarter finns listade i Catalogue of Life.